# Фокша (Васлуј)
Фокша (рум. Focșa) насеље је у Румунији у округу Васлуј у општини Лунка Банулуј. Oпштина се налази на надморској висини од 15 m.

## Становништво
Према подацима из 2002. године у насељу је живело 196 становника, од којих су сви румунске националности.